# Пуерто де лос Охитос (Урике)
Пуерто де лос Охитос (шп. Puerto de los Ojitos) насеље је у Мексику у савезној држави Чивава у општини Урике. Насеље се налази на надморској висини од 2300 м.

## Становништво
Према подацима из 2005. године у насељу је живело 14 становника.

### Хронологија
| Година       | 2000 | 2005 |
| ------------ | ---- | ---- |
| Становништво | 13   | 14   |

### Попис
| # | Индикатор                        | Вредност |
| - | -------------------------------- | -------- |
| 1 | Укупно појединачних домаћинстава | 2        |